# بورونية باردة
بورونية باردة (الاسم العلمي:Boronia algida) هي نوع من النباتات تتبع جنس البورونية من الفصيلة السذابية.